# Shiho Onodera
Shiho Onodera (小野寺 志保?, Onodera Shiho; Yamato, 18 novembre 1973) è un'ex calciatrice giapponese di ruolo portiere.

## Carriera

### Club
Onodera è nata nel 1973. Dal 1989 al 2008 ha giocato con lo Yomiuri Beleza. In questo periodo, il suo club ha vinto il campionato undici volte, la Coppa dell'Imperatrice tre volte e la Nadeshiko League Cup sette volte. È stata selezionata nel miglior undici per sette volte (1991, 1992, 1994, 1995, 1997, 2000 e 2005). Nel 2014, torna a giocare a calcio nella squadra della sua città, Yamato Sylphid, fino al 2016.

### Nazionale
Nel settembre 1995, Onodera è convocata nella Nazionale maggiore in occasione della Coppa d'Asia di Malaysia 1995, dove ottenne il secondo posto. Giocherà la Coppa d'Asia anche nel 2001 dove il Giappone giunse secondo. Prenderà parte agli XI Giochi asiatici dove il Giappone vincerà la medaglia di bronzo. Onodera ha disputato anche il Mondiale 1995, il Mondiale 1999, il Mondiale 2003, il torneo olimpico 1996 e il torneo olimpico 2004. In tutto ha giocato 23 partite con la Nazionale nipponica.

## Statistiche

### Cronologia presenze e reti in nazionale
| Cronologia completa delle presenze e delle reti in nazionale ― Giappone | Cronologia completa delle presenze e delle reti in nazionale ― Giappone | Cronologia completa delle presenze e delle reti in nazionale ― Giappone | Cronologia completa delle presenze e delle reti in nazionale ― Giappone | Cronologia completa delle presenze e delle reti in nazionale ― Giappone | Cronologia completa delle presenze e delle reti in nazionale ― Giappone | Cronologia completa delle presenze e delle reti in nazionale ― Giappone | Cronologia completa delle presenze e delle reti in nazionale ― Giappone |
| Data                                                                    | Città                                                                   | In casa                                                                 | Risultato                                                               | Ospiti                                                                  | Competizione                                                            | Reti                                                                    | Note                                                                    |
| ----------------------------------------------------------------------- | ----------------------------------------------------------------------- | ----------------------------------------------------------------------- | ----------------------------------------------------------------------- | ----------------------------------------------------------------------- | ----------------------------------------------------------------------- | ----------------------------------------------------------------------- | ----------------------------------------------------------------------- |
| 22-9-1995                                                               | Kota Kinabalu                                                           | Giappone                                                                | 1 – 0                                                                   | Corea del Sud                                                           | Coppa d'Asia 1995                                                       | -                                                                       |                                                                         |
| 27-9-1995                                                               | Kota Kinabalu                                                           | Giappone                                                                | 17 – 0                                                                  | Uzbekistan                                                              | Coppa d'Asia 1995                                                       | -                                                                       |                                                                         |
| 30-9-1995                                                               | Kota Kinabalu                                                           | Giappone                                                                | 3 – 0                                                                   | Taipei cinese                                                           | Coppa d'Asia 1995                                                       | -                                                                       |                                                                         |
| 2-10-1995                                                               | Kota Kinabalu                                                           | Giappone                                                                | 0 – 2                                                                   | Cina                                                                    | Coppa d'Asia 1995                                                       | -                                                                       |                                                                         |
| 18-5-1996                                                               | Washington                                                              | Giappone                                                                | 0 – 0 dts (4 - 3 dtr)                                                   | Canada                                                                  | US Open Cup                                                             | -                                                                       |                                                                         |
| 10-7-1996                                                               | Fort Lauderdale                                                         | Giappone                                                                | 2 – 2                                                                   | Australia                                                               | Amichevole                                                              | -                                                                       |                                                                         |
| 15-7-1996                                                               | Fort Lauderdale                                                         | Giappone                                                                | 1 – 3                                                                   | Svezia                                                                  | Amichevole                                                              | -                                                                       |                                                                         |
| 25-7-1996                                                               | Washington                                                              | Giappone                                                                | 0 – 4                                                                   | Norvegia                                                                | Olimpiadi 1996                                                          | -                                                                       |                                                                         |
| 26-10-1998                                                              | Seul                                                                    | Corea del Sud                                                           | 1 – 1                                                                   | Giappone                                                                | Amichevole                                                              | -                                                                       |                                                                         |
| 12-12-1998                                                              | Bangkok                                                                 | Giappone                                                                | 8 – 0                                                                   | Vietnam                                                                 | Giochi asiatici                                                         | -                                                                       |                                                                         |
| 30-5-1999                                                               | Kyoto                                                                   | Giappone                                                                | 1 – 1                                                                   | Corea del Sud                                                           | Coppa Kirin                                                             | -                                                                       |                                                                         |
| 2-6-2000                                                                | Sydney                                                                  | Giappone                                                                | 2 – 1                                                                   | Nuova Zelanda                                                           | Pan-Pacific Cup                                                         | -                                                                       |                                                                         |
| 10-6-2000                                                               | Newcastle                                                               | Giappone                                                                | 1 – 5                                                                   | Canada                                                                  | Pan-Pacific Cup                                                         | -                                                                       |                                                                         |
| 16-3-2001                                                               | Taipei                                                                  | Taipei cinese                                                           | 0 – 2                                                                   | Giappone                                                                | Amichevole                                                              | -                                                                       |                                                                         |
| 8-12-2001                                                               | Taipei                                                                  | Giappone                                                                | 11 – 0                                                                  | Guam                                                                    | Coppa d'Asia 2001                                                       | -                                                                       |                                                                         |
| 12-12-2001                                                              | Taipei                                                                  | Giappone                                                                | 3 – 1                                                                   | Vietnam                                                                 | Coppa d'Asia 2001                                                       | -                                                                       |                                                                         |
| 6-4-2002                                                                | Poitiers                                                                | Giappone                                                                | 1 – 1                                                                   | Australia                                                               | Tournament of 4 Nations                                                 | -                                                                       |                                                                         |
| 31-8-2002                                                               | Wuhan                                                                   | Giappone                                                                | 0 – 0                                                                   | Corea del Sud                                                           | Tournament of 4 Nations                                                 | -                                                                       |                                                                         |
| 19-3-2003                                                               | Bangkok                                                                 | Giappone                                                                | 9 – 0                                                                   | Thailandia                                                              | Amichevole                                                              | -                                                                       |                                                                         |
| 22-7-2003                                                               | Sendai                                                                  | Giappone                                                                | 5 – 0                                                                   | Corea del Sud                                                           | Tournament of 3 Nations                                                 | -                                                                       |                                                                         |
| 22-4-2004                                                               | Tokyo                                                                   | Giappone                                                                | 6 – 0                                                                   | Thailandia                                                              | Qual. Olimpiadi                                                         | -                                                                       |                                                                         |
| 30-7-2004                                                               | Tokyo                                                                   | Giappone                                                                | 3 – 0                                                                   | Canada                                                                  | Amichevole                                                              | -                                                                       |                                                                         |
| 6-8-2004                                                                | Zeist                                                                   | Giappone                                                                | 2 – 0                                                                   | Paesi Bassi                                                             | Amichevole                                                              | -                                                                       |                                                                         |
| Totale                                                                  |                                                                         | Presenze                                                                | 23                                                                      |                                                                         | Reti                                                                    | 0                                                                       |                                                                         |